# Chuba Okadigbo
Chuba Williams Okadigbo, parfois nommé Oyi d'Oyi, né le 17 décembre 1941 à Asaba (Nigeria britannique) et mort le 25 septembre 2003 à Abuja (Nigeria) est un homme politique nigérian, président du Sénat (en) de 1999 à 2000.

## Biographie
Chuba Williams Okadigbo est né le 17 décembre 1941 dans l'État d'Anambra, au Nigéria. Après des études à Washington, il devient professeur assistant, puis professeur associé de philosophie à l'université du district de Columbia, professeur assistant de politique à l'université catholique d'Amérique, et professeur assistant de politique à l'université Howard. Tout ceci entre 1973 et 1975.
De 1975 à 1978, il est directeur général du centre pour les études inter-disciplinaires et politiques, et lecteur de philosophie à l'université du Nigeria à Nsukka. Il est également professeur de philosophie au Séminaire supérieur du mémorial de Bigard [mission catholique] dans l'État d'Enugu.
En 1979, il est nommé conseiller spécial du président Shehu Shagari. Au début de la quatrième république nigériane, il est élu à l'Assemblée nationale comme représentant de l'Anambra Est, puis devient président du sénat nigérian, après la mise en accusation d'Evan Enwerem (en). Cependant, en 2000 le président Olusegun Obasanjo du Nigéria le fait mettre en accusation pour corruption et le réduit de président de sénat au rang de simple sénateur.
En 2002, Okadigbo se rallie au Parti populaire du Nigéria (en) pour devenir le colistier du candidat Muhammadu Buhari à l'élection présidentielle de 2003, mais subit une défaite écrasante face aux candidats du Parti populaire démocratique (Olusegun Obasanjo et Atiku Abubakar). Son parti conteste l'élection devant la cour suprême.
Okadigbo meurt de problèmes respiratoires à Abuja le 25 septembre 2003, au retour d'une journée de campagne dans l'État de Kano.